# Alternativet i Bromölla
Alternativet är ett lokalt politiskt parti i Bromölla kommun. Partiet grundades inför valet 2014 av initiativtagarna till namninsamlingen för den kommunala folkomröstning om byggande av en arrangemangshall som hölls i maj samma år. Partiet deltog i valet med namnet Alternativet på valsedlarna.
2014 hade partiet förkortningen (AltBr), men detta ändrades 2018 till bara (Alt).

## Valresultat
| År   | Röster | Procent | Mandat |
| ---- | ------ | ------- | ------ |
| 2014 | 770    | 9,66 %  | 4 / 41 |
| 2018 | 856    | 10,42 % | 4 / 41 |
| 2022 | 654    | 8,14 %  | 3 / 41 |